# Henriette af Frankrig (1727-1752)
Henriette af Frankrig (14. august 1727 – 10. februar 1752) var en fransk prinsesse, der var datter af Kong Ludvig 15. af Frankrig og dronning Marie Leszczynska. Hun var tvillingesøster til Prinsesse Louise Élisabeth, der blev gift med Prins Filip af Spanien, der senere blev hertug af Parma. Henriette døde 24 år gammel.